# Frode Urkedal
Pour les articles homonymes, voir Christiansen.
Frode Urkedal est un joueur d'échecs norvégien né le 14 mai 1993.
Au 1er mars 2021, il est le cinquième joueur norvégien avec un classement Elo de 2 561 points.

## Biographie et carrière
En 2012 et 2014, Frode Urkedal remporta le championnat de Norvège d'échecs.
Il obtint le titre de grand maître international en 2016. En 2019, il fut sélectionné par le président de la Fédération internationale pour participer à la  Coupe du monde d'échecs 2019. Lors de la coupe du monde à Batoumi, il fut battu au premier tour par Nikita Vitiougov. La même année, il remporta le championnat des pays nordiques 2019 devant Benjamin Notkevich et Jon Ludvig Hammer
Il a représenté la Norvège lors des olympiades de 2010 à l'2018, marquant :
- 4 points sur 7 au quatrième échiquier en 2010 ;
- 7 points sur 10 au troisième échiquier en 2012 ;
- 5 points sur 10 au premier échiquier en 2014 (Carlsen était absent) ;
- 7,5 points sur 11 au quatrième échiquier en 2016 (la Norvège finit cinquième de l'Olympiade d'échecs de 2016[4] ;
- 5 points sur 9 au deuxième échiquier en 2018[5].